# Ikarus-Ganz 280T
L'Ikarus-Ganz 280T è un modello di filobus articolato realizzato in Ungheria a partire dal 1980 e diffuso in molti paesi dell'Europa orientale come la Bulgaria e la Russia.
In Polonia, nei primi anni novanta, alcuni autosnodati Ikarus 280 sono stati trasformati in 
filosnodati e denominati Ikarus 280E: sono del tutto analoghi al modello descritto in questo articolo.

## Caratteristiche
È un veicolo a tre assi lungo circa 17 metri con guida a sinistra, 4 porte a libro o rototraslanti, 
grande parabrezza rettangolare diviso in due parti, costruito dalla Ikarus in collaborazione con un'altra azienda ungherese, la Ganz Transelektro, che ha fornito l'equipaggiamento elettrico.

## Diffusione

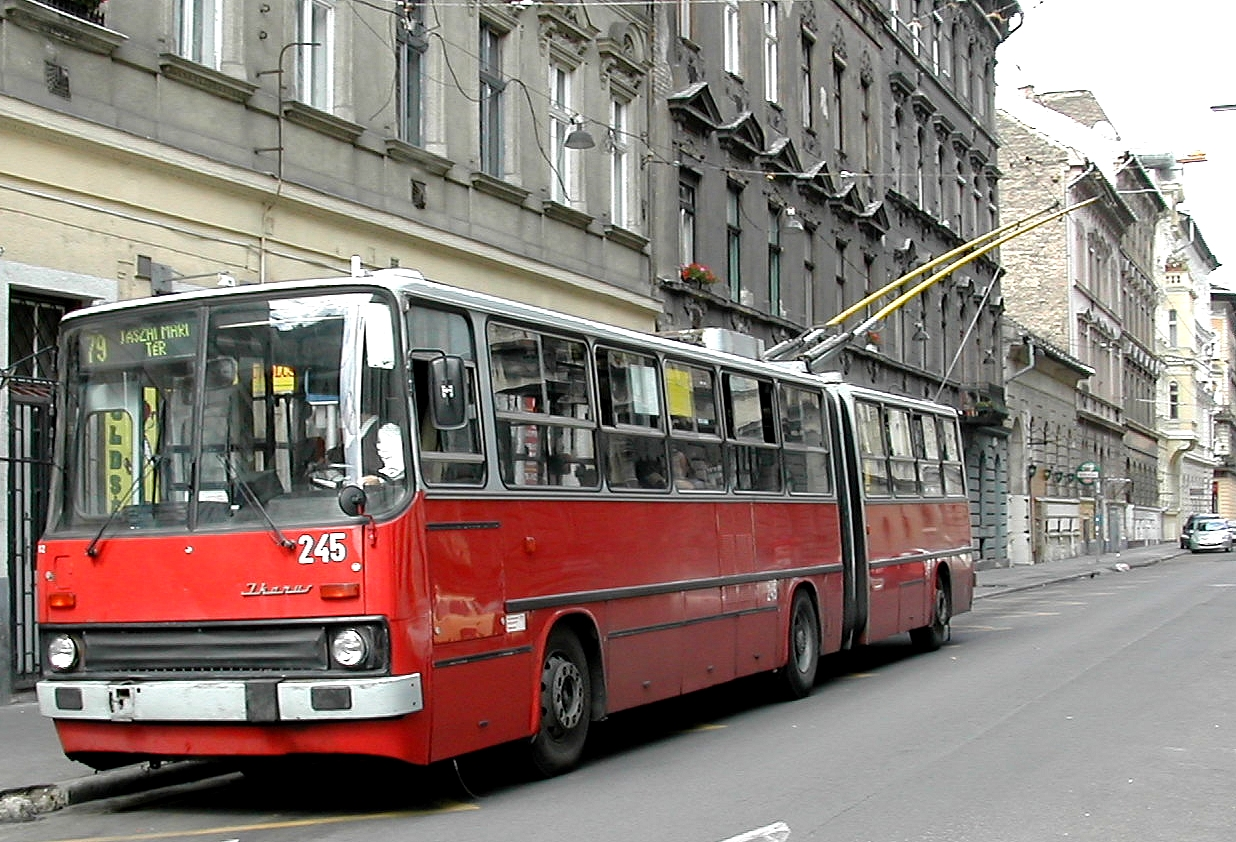
Budapest: Ikarus-Ganz 280T rimodernato del
BKV n. 245 sulla linea 79

Il modello è presente principalmente nelle aziende di trasporto di Budapest, Mosca e Sofia.